# Prémio Louis-Delluc
O Prémio Louis-Delluc (em francês Prix Louis-Delluc) é um prémio cinematográfico francês, que ocorre anualmente desde 1937. Desde 2000, juntou-se-lhe um Prémio Louis-Delluc de primeiro filme.
Foi fundado em 1937 por Maurice Bessy e Marcel Idzkowski em homenagem a Louis Delluc (1890-1924), o primeiro jornalista francês especializado em cinema e que fundou os cineclubes.

## Premiações

### Prémio Louis-Delluc
| - 1937: Les Bas-fonds de Jean Renoir - 1938: Le Puritain de Jeff Musso - 1939: Le Quai des brumes de Marcel Carné - 1940: não atribuído - 1941: não atribuído - 1942: não atribuído - 1943: não atribuído - 1944: não atribuído - 1945: Espoir, sierra de Teruel de André Malraux - 1946: La Belle et la Bête de Jean Cocteau - 1947: Paris 1900 de Nicole Védrès - 1948: Les Casse-pieds de Jean Dréville - 1949: Rendez-vous de juillet de Jacques Becker - 1950: Journal d'un curé de campagne de Robert Bresson - 1951: não atribuído - 1952: Le Rideau cramoisi de Alexandre Astruc - 1953: Les Vacances de monsieur Hulot de Jacques Tati - 1954: Les Diaboliques de Henri-Georges Clouzot - 1955: Les Grandes Manœuvres de René Clair - 1956: Le Ballon rouge de Albert Lamorisse - 1957: Ascenseur pour l'échafaud de Louis Malle - 1958: Moi un noir de Jean Rouch - 1959: On n'enterre pas le dimanche de Michel Drach - 1960: Une aussi longue absence de Henri Colpi - 1961: Un cœur gros comme ça de François Reichenbach - 1962: - L'Immortelle de Alain Robbe-Grillet - Le Soupirant de Pierre Étaix - 1963: Les Parapluies de Cherbourg de Jacques Demy - 1964: Le Bonheur de Agnès Varda - 1965: La Vie de château de Jean-Paul Rappeneau - 1966: La guerre est finie de Alain Resnais - 1967: Benjamin de Michel Deville - 1968: Baisers volés de François Truffaut - 1969: Les Choses de la vie de Claude Sautet - 1970: Le Genou de Claire de Éric Rohmer - 1971: Rendez-vous à Bray de André Delvaux - 1972: État de siège de Costa-Gavras - 1973: L'Horloger de Saint-Paul de Bertrand Tavernier - 1974: La Gifle de Claude Pinoteau - 1975: Cousin, cousine de Jean-Charles Tacchella - 1976: Le Juge Fayard dit Le Shériff de Yves Boisset - 1977: Diabolo menthe de Diane Kurys | - 1978: L'Argent des autres de Christian de Chalonge - 1979: Le Roi et l'oiseau de Paul Grimault - 1980: Un étrange voyage de Alain Cavalier - 1981: Une étrange affaire de Pierre Granier-Deferre - 1982: Danton de Andrzej Wajda - 1983: À nos amours de Maurice Pialat - 1984: La Diagonale du fou de Richard Dembo - 1985: L'Effrontée de Claude Miller - 1986: Mauvais Sang de Leos Carax - 1987: - Soigne ta droite de Jean-Luc Godard - Au revoir les enfants de Louis Malle - 1988: La Lectrice de Michel Deville - 1989: Un monde sans pitié de Éric Rochant - 1990: - Le Petit Criminel de Jacques Doillon - Le Mari de la coiffeuse de Patrice Leconte - 1991: Todas as Manhãs do Mundo de Alain Corneau - 1992: Le petit prince a dit de Christine Pascal - 1993: Smoking / No Smoking de Alain Resnais - 1994: Les Roseaux sauvages de André Téchiné - 1995: Nelly et M. Arnaud de Claude Sautet - 1996: Y aura-t-il de la neige à Noël? de Sandrine Veysset - 1997: - On connaît la chanson de Alain Resnais - Marius et Jeannette de Robert Guédiguian - 1998: L'Ennui de Cédric Kahn - 1999: Adieu, plancher des vaches ! de Otar Iosseliani - 2000: Merci pour le chocolat de Claude Chabrol - 2001: Intimacy de Patrice Chéreau - 2002: Être et avoir de Nicolas Philibert - 2003: - a trilogia Un couple épatant / Cavale / Après la vie de Lucas Belvaux - les Sentiments de Noémie Lvovsky - 2004: Rois et reine de Arnaud Desplechin - 2005: Les amants réguliers de Philippe Garrel - 2006: Lady Chatterley de Pascale Ferran - 2007: La Graine et le Mulet de Abdellatif Kechiche - 2008: La Vie moderne de Raymond Depardon - 2009: Un prophète de Jacques Audiard - 2010: Mistérios de Lisboa de Raúl Ruiz - 2011: Le Havre de Aki Kaurismäki |

### Prémio Louis-Delluc de primeiro filme
- 1999: Voyages de Emmanuel Finkiel
- 2000: Ressources humaines de Laurent Cantet
- 2001: Toutes les nuits de Eugène Green
- 2002: Wesh wesh, qu'est-ce qui se passe ? de Rabah Ameur-Zaïmeche
- 2003: Il est plus facile pour un chameau... de Valeria Bruni-Tedeschi
- 2004: Quand la mer monte... de Yolande Moreau e Gilles Porte
- 2005: Douches froides de Antony Cordier
- 2006: Le Pressentiment de Jean-Pierre Darroussin
- 2007: ex-aequo : Naissance des pieuvres de Céline Sciamma e Tout est pardonné de Mia Hansen-Løve
- 2008: L'Apprenti de Samuel Collardey
- 2009: Qu'un seul tienne et les autres suivront de Léa Fehner
- 2010: Belle Épine de Rebecca Zlotowski
- 2011: Donoma de Djinn Carrenard